# Jüdischer Friedhof (Dřevíkov)
Koordinaten: 49° 46′ 6,1″ N, 15° 49′ 36,8″ O

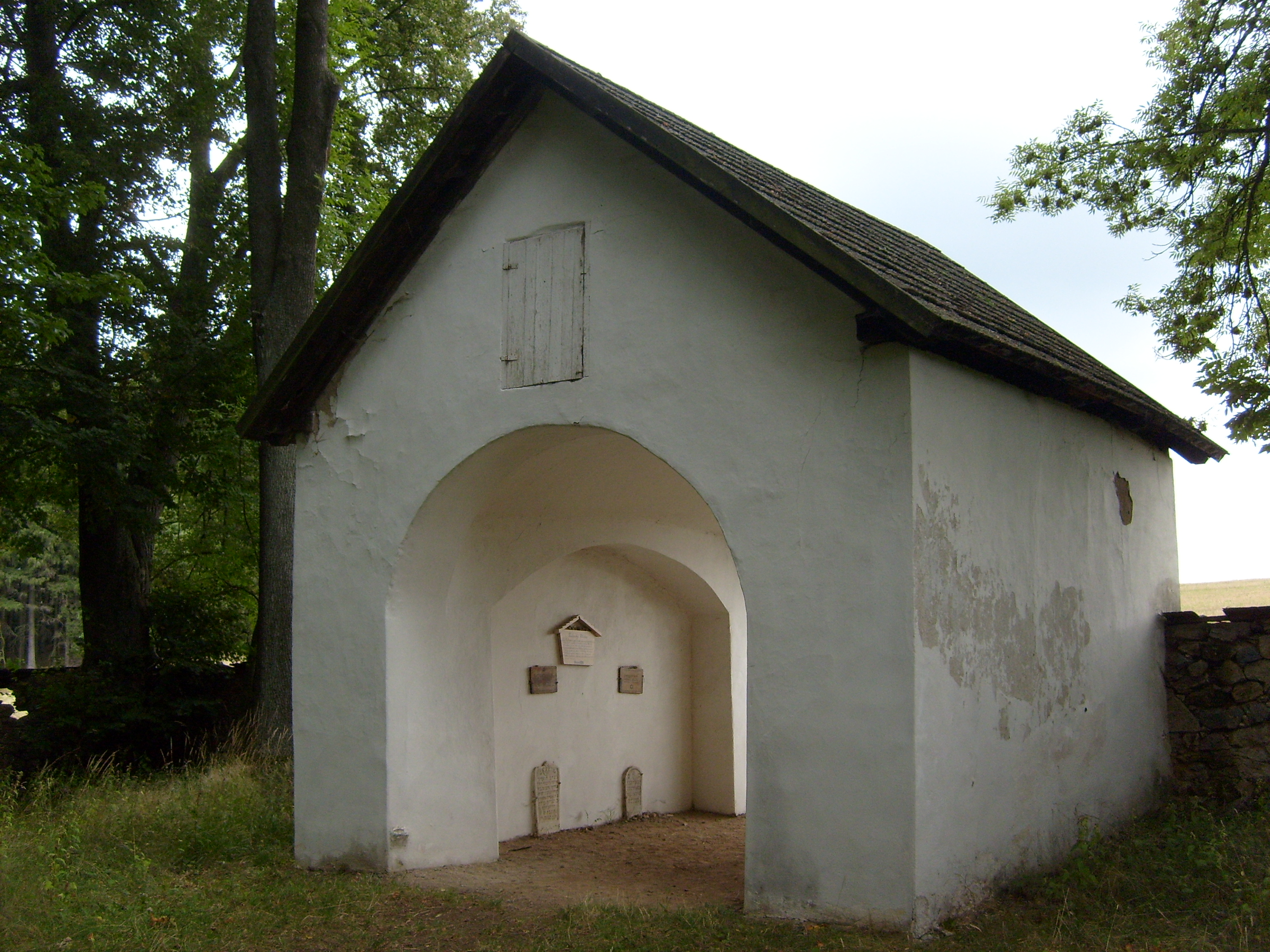
Torhaus

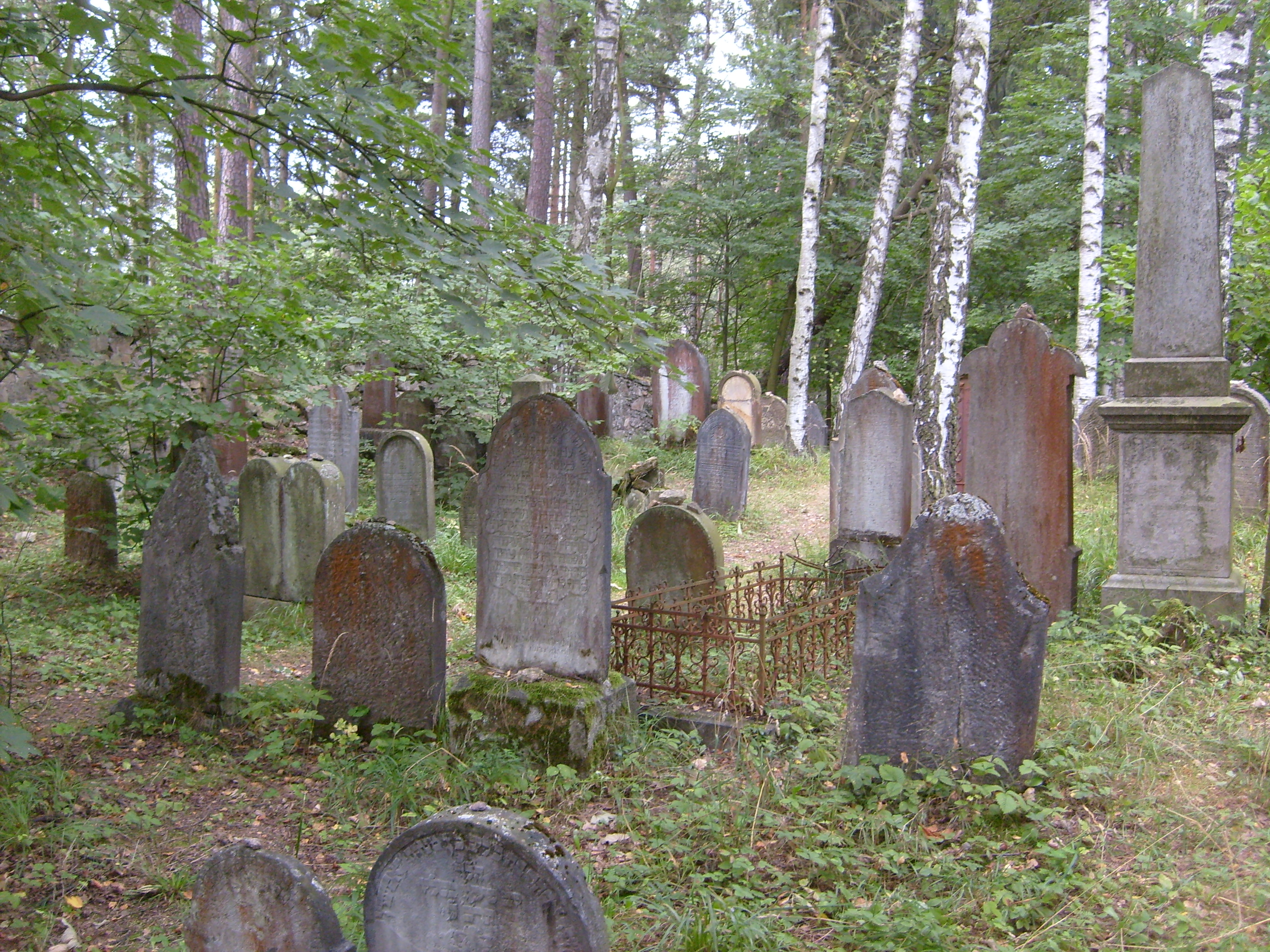
Jüdischer Friedhof in Dřevíkov

Der Jüdische Friedhof in Dřevíkov (deutsch Drschewikau), einem Ortsteil der Gemeinde Vysočina im ostböhmischen Pardubický kraj an der Chrudimka (Tschechien), wurde Mitte des 18. Jahrhunderts angelegt. Der jüdische Friedhof befindet sich 500 Meter nordwestlich des Ortes in einem Wald. Er ist seit 1988 ein geschütztes Kulturdenkmal.
Der älteste Grabstein (Mazewa) stammt aus dem Jahr 1762. Im Jahr 1876 wurde der Friedhof vergrößert.